# Pulo Ie (Kuala)
Pulo Ie is een bestuurslaag in het regentschap Nagan Raya van de provincie Atjeh, Indonesië. Pulo Ie telt 774 inwoners (volkstelling 2010).